# Ирина Анђелина
Ирина Анђелина (грчки: Εἰρήνη Ἀγγελίνα; око 1181. - 27. август 1208.) је била византијска принцеза, краљица Сицилије (1193) и краљица Немачке (1198—1208).
Била је друга ћерка византијског цара Исака II Анђела и његове прве супруге непознатог имена, припаднице династије Палеолога.

## Биографија
Рођена је у Цариграду око 1181. године. Њен отац Исак II отпочео је своју владавину одлучном победом над Норманима у бици код Деметрича 1185. године. Исак је 1193. године договорио брак своје ћерке Ирине са најстаријим сином Танкреда Сицилијанског, Роџером. Роџер је проглашен очевим савладарем, а умро је 24. децембра 1193. године, непосредно пред смрт оца 20. фебруара 1194. године. Сицилију је потраживала Танкредова тетка Констанца и њен муж, светоримски цар Хенрик VI. Након њиховог заузећа Сицилије, Ирина је заробљена (29. децембра 1194. године). Удата је 25. маја 1197. године за Хенриковог млађег брата, војводу Филипа Швапског. У Немачкој је узела име Марија.
Након што је Хенрик умро 28. септембра 1197. године, Филип је изабран за новог цара 8. марта 1198. године. Отац Ирине је 1195. године свргнут са престола. Он је тражио подршку свога зета у борби за престо. Иринин брат Алексије провео је једно време на Филиповом двору током припрема за Четврти крсташки рат. Тако је Ирина одиграла извесног утицаја у преусмерењу крсташког рата на Цариград 1204. године. У борби против младог Отона IV и његових присталица, Филип је успео да сачува своју власт у Немачкој. Међутим, Филип је 21. јуна 1208. године убијен од стране баварског грофа Отона VIII Вителсбаха. Ирина је тако по други пут постала удовица.
Ирина је у тренутку смрти свога супруга била трудна. Она се повукла у дворац Хоенштауфена. Тамо је после два месеца, 27. августа 1208. године, родила своју другу ћерку Беатриче. И мајка и дете умрли су убрзо након порођаја. Сахрањена је у породичном маузолеју у манастиру Штауфен у опатији Лорш, заједно са ћерком и синовима. Њен гроб данас није очуван.

### Потомство
Ирина и Филип имали су шесторо деце; два сина (Реиналда и Фридриха) који су умрли у раном детињству и четири ћерке:
- Беатриче (април/јун 1198. - 11. август 1212.), која се удала за противцара Отона IV 1212. године и умрла после три недеље.
- Марија (3. април 1201. - 29. март 1235.), која се удала за брабантског принца, каснијег војводу Хенрија II.
- Кунигунда (фебруар/март 1202. - 13. септембар 1248.), удала се за Вацлава I Пшемисла.
- Елизабета (март/мај 1205. - 5. новембар 1235.), удала се за краља Фердинанда III од Кастиље.